# قاعة آنسلي
قاعة آنسلي هو مقر إقامة للطالبات في كلية فيكتوريا بجامعة تورنتو . يقع السكن على الجانب الآخر من متحف أونتاريو الملكي وتم تعيينه كموقع تاريخي وطني في كندا.
تم بناء قاعة آنسلي في عام 1903 م على طراز Queen Anne ، وهو أول سكن جامعي تم تصميمه للنساء في كندا. تم تصميمه من قبل المهندس المعماري جورج مارتيل ميلر. كانت قاعة أنسلي موطنا لأول امرأة تقيم في الجامعة، وكذلك أول امرأة تتخرج من كلية الطب الكندية.

## روابط خارجية
- قاعة آنسلي الموقع التاريخي الوطني لكندا السجل الكندي للأماكن التاريخية .